# Marcos Angeleri
Marcos Alberto Angeleri (La Plata, 7 aprile 1983) è un ex calciatore argentino, di ruolo difensore.

## Caratteristiche tecniche
Angeleri è utilizzato prevalentemente come terzino destro ed è noto per la sua difesa aggressiva e per il suo gioco lungo tutta la fascia. Sotto la guida del tecnico Diego Pablo Simeone, ha giocato anche da libero. La sua abilità nell'inserirsi nelle azioni offensive è stata incrementata con l'arrivo di Leonardo Astrada come allenatore a metà del 2008. Le prestazioni sotto la guida di Astrada hanno attirato l'attenzione di Diego Armando Maradona, all'epoca commissario tecnico della Nazionale, ed anche dei giornalisti sportivi sudamericani, che lo hanno inserito nella top ten dei migliori calciatori del continente.

## Carriera

### Club

#### Estudiantes
Nato a La Plata, nella provincia di Buenos Aires, Angeleri ha esordito con la maglia dell'Estudiantes nel 2002 e ha fatto parte della squadra che si è aggiudicata il campionato di Apertura 2006. Sempre con il club argentino, si è classificato al secondo posto della Copa Sudamericana 2008, mentre l'anno successivo si è aggiudicato la Coppa Libertadores, nonostante abbia saltato le ultime fasi della competizioni a causa di un fastidioso infortunio che gli ha impedito di andare a giocare in Europa, dove diversi club lo seguivano con interesse. Dopo essersi completamente ristabilito, ha giocato il campionato di Clausura 2010 e la Coppa Libertadores dello stesso anno.
I soprannomi di Marcos Angeleri hanno creato numerose controversie: l'ex-allenatore dell'Estudiantes Carlos Bilardo, notoriamente un tipo superstizioso, ha dichiarato che Mambrú non fosse una buona scelta. Mambrù è il soggetto di una filastrocca che racconta della morte in guerra di John Churchill, I duca di Marlborough. Come nomignoli, sono stati utilizzati anche Comandante, con l'ovvio riferimento al Subcomandante Marcos, e Cacique, che significa capo. Lo stesso Angeleri ha rivelato che, nella sua infanzia, veniva chiamato Cascarita (guscio d'uovo); altri soprannomi che gli sono stati affibbiati sono Gordo (ciccione) e Cobra (per la sua aggressività nel difendere).

#### Sunderland
Angeleri ha firmato per il Sunderland il 24 luglio 2010, ma i termini dell'accordo sono rimasti privati. Si ipotizza che per il suo trasferimento siano stati spesi un milione e mezzo di sterline. È stato detto che Angeleri soffrisse di nostalgia e che per questo non sia stato inserito nella lista dei venticinque calciatori registrati per la Premier League 2010-2011. Questa è stata la spiegazione data dai media, ma in realtà si è poi saputo che il motivo reale fosse da ricercare nei problemi fisici del ragazzo e precisamente in un infortunio serio al ginocchio che sarebbe potuto essere curato soltanto mediante un'operazione. Il calciatore si è procurato questo problema sei mesi prima di passare al Sunderland.

### Nazionale
Angeleri è stato convocato da Maradona nel 2008, per giocare nell'Argentina. Ha però esordito soltanto nel 2009 e precisamente l'11 febbraio, in un'amichevole disputata dalla Selección a Marsiglia, contro la Francia e vinta dalla selezione albiceleste per due a zero: il difensore ha sostituito Maxi Rodríguez negli ultimi dieci minuti di gioco.
Il 28 marzo ha debuttato dal primo minuto con l'Argentina, in un match di qualificazione al campionato del mondo 2010 contro il Venezuela, giocando l'intero incontro.

## Statistiche

### Cronologia presenze e reti in nazionale
| Cronologia completa delle presenze e delle reti in nazionale ― Argentina | Cronologia completa delle presenze e delle reti in nazionale ― Argentina | Cronologia completa delle presenze e delle reti in nazionale ― Argentina | Cronologia completa delle presenze e delle reti in nazionale ― Argentina | Cronologia completa delle presenze e delle reti in nazionale ― Argentina | Cronologia completa delle presenze e delle reti in nazionale ― Argentina | Cronologia completa delle presenze e delle reti in nazionale ― Argentina | Cronologia completa delle presenze e delle reti in nazionale ― Argentina |
| Data                                                                     | Città                                                                    | In casa                                                                  | Risultato                                                                | Ospiti                                                                   | Competizione                                                             | Reti                                                                     | Note                                                                     |
| ------------------------------------------------------------------------ | ------------------------------------------------------------------------ | ------------------------------------------------------------------------ | ------------------------------------------------------------------------ | ------------------------------------------------------------------------ | ------------------------------------------------------------------------ | ------------------------------------------------------------------------ | ------------------------------------------------------------------------ |
| 11-2-2009                                                                | Marsiglia                                                                | Francia                                                                  | 0 – 2                                                                    | Argentina                                                                | Amichevole                                                               | -                                                                        | 81’                                                                      |
| 28-3-2009                                                                | Buenos Aires                                                             | Argentina                                                                | 4 – 0                                                                    | Venezuela                                                                | Qual. Mondiali 2010                                                      | -                                                                        | 29’                                                                      |
| 1-4-2009                                                                 | La Paz                                                                   | Bolivia                                                                  | 6 – 1                                                                    | Argentina                                                                | Qual. Mondiali 2010                                                      | -                                                                        | 68’                                                                      |
| 29-3-2011                                                                | San José                                                                 | Costa Rica                                                               | 0 – 0                                                                    | Argentina                                                                | Amichevole                                                               | -                                                                        |                                                                          |
| Totale                                                                   |                                                                          | Presenze                                                                 | 4                                                                        |                                                                          | Reti                                                                     | 0                                                                        |                                                                          |

## Palmarès

### Club

#### Competizioni nazionali
- Campionato argentino: 1

Estudiantes: Apertura 2006
- Supercopa Argentina: 1

San Lorenzo: 2015
- Supercopa Uruguaya: 1

Nacional: 2019

#### Competizioni internazionali
- Coppa Libertadores: 1

Estudiantes: 2009

### Individuale
- Equipo Ideal de América: 1

2008